# 朝阳镇 (舒兰市)
朝阳镇，是中华人民共和国吉林省吉林市舒兰市下辖的一个乡镇级行政单位。

## 行政区划
朝阳镇下辖以下地区：
朝阳社区、新旭村、兴安村、永合村、富民村、合兴村、东胜村、恒林村和双兴村。